# Equilíbrio dinâmico
Equilíbrio dinâmico, em física, é o estado de um corpo que se encontra em movimento retilíneo uniforme. Nesta situação, a resultante de todas as forças que atuam sobre este corpo será igual a zero.
Em geral, para calcular a força resultante usa-se a Segunda lei de Newton, que é {\displaystyle Fr=m.\gamma }, em que:
- Fr, a força resultante, vem expressa em newton (kg.m/s²);
- m, a massa, em kg;
- γ, aceleração, (soma do quadrado da intensidade da aceleração centrípeta e da aceleração tangencial) que no sistema internacional é expressa em m/s².

Quando temos ângulos em que o cálculo da resultante não é fácil, devemos decompor a força em seus componentes segundo os eixos definidos (usualmente Fx e Fy).